# Stareava, Mostîska
Stareava (în ucraineană Старява) este un sat în comuna Cerneve din raionul Mostîska, regiunea Liov, Ucraina.

## Demografie
Componența lingvistică a localității Stareava
     Ucraineană (100%)
Conform recensământului din 2001, toată populația localității Stareava era vorbitoare de ucraineană (100%).